# Avellana

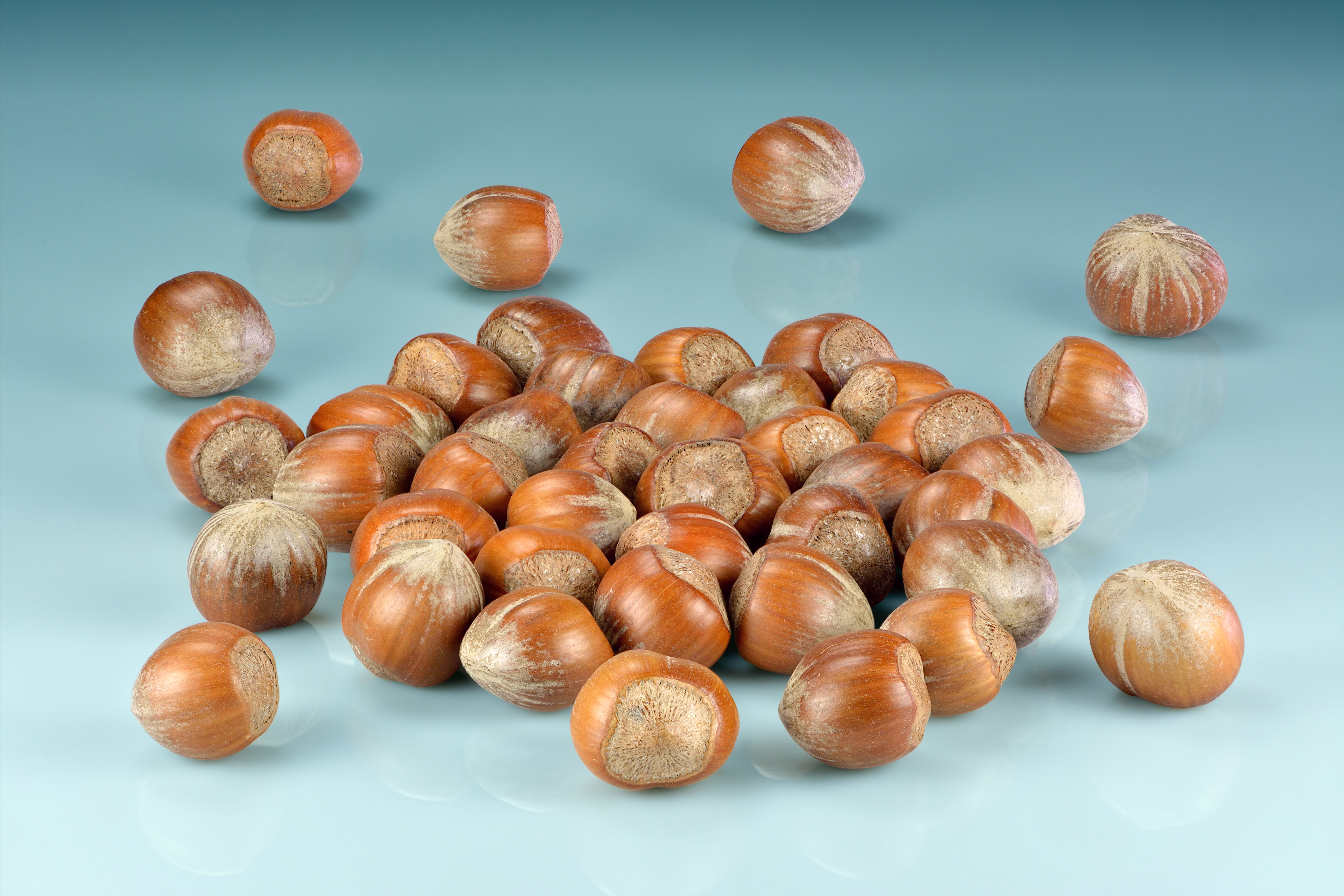

La avellana es el fruto de tipo nuez del avellano (Corylus avellana), un árbol de Eurasia. Etimológicamente proviene del latín nux abellana, «fruto seco o nuez de Avella», pueblo de la provincia italiana de Avellino. Tiene forma esferoidal, con un diámetro aproximado de 10 a 15 mm. Está formada por una cáscara fibrosa externa que rodea una cubierta lisa en la que se aloja la semilla. La cáscara fibrosa se seca durante la maduración.

## Cultivo

### Historia
En 1995, se encontraron pruebas del procesamiento de frutos secos a gran escala en el Mesolítico, con una antigüedad de unos 8.000 años, en un vertedero de la isla de Colonsay en Escocia. Se trata de una gran fosa poco profunda llena de restos de cientos de miles de cáscaras de avellana quemadas. Se han encontrado avellanas en otros yacimientos mesolíticos, pero rara vez en tales cantidades o concentradas en una fosa. Las avellanas fueron datadas por radiocarbono en 7720±110 BP, lo que corresponde a c. 6000 a. C.. En Gran Bretaña sólo se conocen yacimientos similares en Farnham en Surrey y Cass ny Hawin en la Isla de Man.
Este descubrimiento da una idea de la actividad y la planificación comunales de la época. Las nueces se recolectaban en un solo año, y el análisis del polen sugiere que todos los avellanos se talaban al mismo tiempo.
La escala de la actividad y la falta de caza mayor en la isla sugieren que Colonsay pudo haber albergado una comunidad con una dieta mayoritariamente vegetariana durante el tiempo que pasaron en la isla. Originalmente, el pozo se encontraba en una playa cercana a la orilla y estaba asociado a dos pozos más pequeños revestidos de piedra cuya función permanece oscura, un hogar y un segundo grupo de pozos.
El método tradicional para aumentar la producción de frutos secos se denomina embrutecimiento, que consiste en hacer que una mayor parte de la energía del árbol se destine a la producción de yemas florales cortando, pero no rompiendo, las puntas de los brotes del nuevo año a seis o siete grupos de hojas de donde se unen con el tronco o la rama, al final de la temporada de crecimiento. El término tradicional para una zona de avellanos cultivados es un plat.

### Cultivares
Entre los numerosos cultivares del avellano se encuentran 'Atababa', 'Barcelona', 'Butler', 'Casina', 'Clark', 'Cosford', 'Daviana', 'Delle Langhe', 'England', 'Ennis', Halls Giant', 'Jemtegaard', 'Kent Cob', 'Lewis', 'Tokolyi', 'Tonda Gentile', 'Tonda di Giffoni', 'Tonda Romana', 'Wanliss Pride', y 'Willamette'.  Algunas de ellas se cultivan por cualidades específicas del fruto seco, como el tamaño grande de la nuez o la fructificación temprana o tardía, mientras que otras se cultivan como polinizadores. La mayoría de las avellanas comerciales se propagan a partir de brotes de raíz.Algunos cultivares son de origen híbrido entre avellano común y filbert.
En Irlanda y el Reino Unido, las avellanas se denominan a veces cobnuts, para lo cual una variedad cultivada específica – Kentish cobnuts – es la principal variedad cultivada en campos conocidos como plats, recolectada a mano y consumida verde. Según la BBC, existe una colección nacional de variedades de cobnut en Roughway Farm, cerca de Plaxtol en Kent. Se llaman cobnuts porque cob era una palabra utilizada para referirse a la cabeza o «noggin», y los niños tenían un juego en el que ataban un cordel a una avellana y la utilizaban para intentar golpear a un oponente en la cabeza. 

### Sistema de cultivo
En Europa, las avellanas se cultivan tradicionalmente como árboles de tronco múltiple en los que el portainjerto está formado por la propia variedad. Para aumentar las posibilidades de mecanización y evitar la succión, se puede formar un árbol de un solo tronco mediante injerto de una púa de la variedad deseada sobre un portainjerto de Corylus colurna. 
Existen diferentes enfoques en la gestión del suelo de los huertos. Las fuertes infestaciones de ciertas malas hierbas pueden reducir el rendimiento. Por lo tanto, para evitar la pérdida de rendimiento por competencia, se utilizan herbicidas para crear suelo desnudo.  El uso de cultivos de cobertura protege el suelo y suprime el establecimiento de malas hierbas sin una reducción del rendimiento. 
El uso de sistemas silvopastorales donde animales como cerdos se mantienen en el huerto o los sistemas silvoarables donde los cultivos se realizan entre las hileras podrían introducir nuevas fuentes de ingresos en la producción de avellanas y podrían tener efectos beneficiosos sobre el rendimiento de las avellanas al fertilizar el suelo mediante la fijación del nitrógeno o el estiércol animal. Estos sistemas limitan las medidas fitosanitarias, pudiendo afectar a la calidad y el nivel de rendimiento. Existen muy pocos estudios sobre estos sistemas, lo que conlleva una mayor incertidumbre para el productor.

## Usos
El núcleo de la semilla es comestible como fruto seco, usándose tanto en crudo como cocinado (entero o en pasta). La piel oscura que recubre la semilla tiene sabor amargo por lo que en ocasiones se retira para el consumo.
También se obtiene de la avellana un aceite de sabor fuerte y característico que es de uso alimentario.
Las avellanas se utilizan con profusión en confitería, garrapiñadas o mezcladas con chocolate. Es uno de los principales ingredientes de las cremas untables de cacao o similares, como Nutella, Nocilla o Duvalín. La pasta de avellanas es uno de los principales ingredientes de los torts vieneses.
Los avellanos pertenecen a la familia de las Betulaceae y al género Corylus. Necesitan de un clima Templado, pero húmedo, para crecer sin problemas.
Es originaria de Ponto en Asia Menor. Se tiene constancia que ya se consumía en Mesopotamia, en el Neolítico, porque se han encontrado dibujos y restos en las cuevas. Los griegos se la llevaron a Grecia y de ahí se extendió a otros países donde las características climatológicas eran propicias para el crecimiento de la planta como, por ejemplo, España. En el siglo XIX aumentó espectacularmente su cultivo en este país debido a la eliminación de las hasta entonces más tradicionales viñas,  debido en especial a una plaga que mermó la producción de vides, además de un avance en ese siglo en el estudio de la selección genética de la avellana. Son tan apreciadas que algunas de ellas tienen su denominación de origen como la Avellana de Reus. Los principales países productores de la avellana son Turquía, Italia, EE. UU., España, Grecia, Georgia, Armenia, China e Irán.
Las avellanas son un fruto del que se aprovecha casi todo: las cáscaras se utilizan como combustible; las hojas dan de comer al ganado; la corteza y las hojas lo utilizan los laboratorios, para fabricar Coagulante; la madera que envuelve el fruto también se aprovecha, para hacer pequeños objetos de madera.
Entre sus propiedades la avellana tiene una alta concentración en grasas: del 50 % al 60 %. Además, posee un 10 % de agua, un 5 % de sacarosa y proteínas como la cofilina. Al ser rico en magnesio, vitamina B y Vitamina E, este fruto resulta especialmente eficaz contra el envejecimiento. Fortalece el sistema nervioso. Las avellanas, que aportan unas 550 calorías por cada 100 gramos, son una fuente excelente de magnesio y cobre.

## Beneficios de su ingesta
Son altamente nutritivas por su contenido de proteínas y minerales. Antiguamente eran recomendadas como remedio contra las mordeduras de animales venenosos, la cura de amibiasis, tos y uricemia. En las ceremonias matrimoniales eran consideradas como un emblema de fecundidad.
La avellana es utilizada por sus características organolépticas, además de proporcionar calcio. Es un alimento energético por su alto contenido de aceite, proteínas y carbohidratos. Es un fruto saludable, protege del riesgo de enfermedades patológicas y cardiovasculares. Es fuente natural de vitaminas E y C, y es un excelente antioxidante: disminuye la oxidación celular y el envejecimiento. Por los ácidos grasos monoinsaturados, ayuda a reducir el colesterol alto.

## Algunas propiedades de las avellanas
- Combatir el estreñimiento.
- Reducir los niveles de colesterol.
- Prevenir enfermedades cardiacas.
- Combatir el cansancio y la fatiga.
- Combatir enfermedades como la artritis y la osteoporosis.
- Evitan la descalcificación.

Comer frutos secos es saludable, pero con restricciones, por esta razón “toda la población debería consumirlos”. Sin embargo, están contraindicadas para las personas alérgicas a los frutos secos (incluyendo el cacahuete, almendras y todos los de su tipo).

## Propiedades químicas y efectos positivos en el organismo
- Ayudan a la resistencia de los deportistas, porque funcionan a nivel neuromuscular.
- Tienen un efecto protector del sistema cardiovascular, ya que disminuyen el colesterol LDL o “malo” y aumentan el HDL o “bueno”. Asimismo, reducen la disgregación de las plaquetas, por lo que contribuyen a disminuir las trombosis.
- Las vitaminas y minerales que contienen los hacen ser un excelente antioxidante, es decir, protegen contra el envejecimiento celular y también previenen las enfermedades degenerativas.
- Aumentan la conexión nerviosa y el tejido de las neuronas, lo que contribuye a que los niños tengan mayor capacidad de retener conocimientos.
- Tienen una gran cantidad de fibra, por lo que también ayudan a la digestión.
- Contienen ácidos grasos omega 3 y omega 6. Estos son considerados esenciales ya que el cuerpo no puede producirlos, por lo que deben ser incorporados a través de los alimentos.
- Aportan grasa que no es saturada, es decir, que no se quedará adherida a las paredes de las arterias, sino que circulará por el organismo.
- Tienen hidratos de carbono complejos y proteínas de origen vegetal, que combinadas con otro cereal, dan como resultado una proteína de buena calidad.
- Tienen propiedades antiinflamatorias.

Su aporte calórico es alto, por lo que hay que cuidar que la porción a consumir no supere el tamaño de un puñado o un cuarto de taza al día.
En los niños menores de cinco años, sus muelas no tienen todavía capacidad para triturar adecuadamente estos productos. Por ello, a veces son aspirados por el pulmón pasando desde la boca a las vías respiratorias en vez de pasar a la vía digestiva, que es la que conduce los alimentos hasta el estómago. En consecuencia, el fruto seco o una de sus partes va al pulmón, produciendo unas veces asfixia inmediata y en otras obstrucción e infección de una o varias zonas del pulmón. Por esa razón se recomienda que no las consuman a esa edad.
Comer frutos secos no engorda si no se consume en exceso, los frutos secos no están asociados con una mayor ganancia de peso si no se excede de la porción diaria recomendada. Pero si los frutos secos no se mastican bien, como sucede con frecuencia, no se absorbe toda la energía que pueden proporcionar. No deben añadirse como un alimento extra en la dieta, sino como sustituto de productos como bollería industrial o las patatas fritas.
Se recomienda consumir 25 avellanas al día para reducir el riesgo de enfermedades cardiovasculares.
Comer frutos secos cinco veces por semana reduce los infartos en un 51 %, según los expertos.
Los frutos secos son beneficiosos para controlar los niveles de lípidos en la sangre, ya que contiene grasas y muchos nutrientes protectores.
Se recomienda una dieta mediterránea, ya que incluye muchos frutos secos. O la dieta vegetariana, ya que muchas de las personas que la siguen, utilizan frutos secos para proveerse de proteínas.

## Valor nutricional
Posee un alto valor nutricional: 16 % de proteínas y 62 % de aceites insaturados. Además, contiene significativos niveles de tiamina y niacina, y altos niveles de calcio, fósforo, magnesio y potasio.

## Producción
| Principales productores de avellanas en 2018 (toneladas) | Principales productores de avellanas en 2018 (toneladas) | Principales productores de avellanas en 2018 (toneladas) | Principales productores de avellanas en 2018 (toneladas) | Principales productores de avellanas en 2018 (toneladas) | Principales productores de avellanas en 2018 (toneladas) |
| Puesto                                                   | País                                                     | Producción                                               | Puesto                                                   | País                                                     | Producción                                               |
| -------------------------------------------------------- | -------------------------------------------------------- | -------------------------------------------------------- | -------------------------------------------------------- | -------------------------------------------------------- | -------------------------------------------------------- |
| 1                                                        | Turquía                                                  | 515 000                                                  | 6                                                        | Georgia                                                  | 17 000                                                   |
| 2                                                        | Italia                                                   | 132 699                                                  | 7                                                        | Irán                                                     | 15 839                                                   |
| 3                                                        | Azerbaiyán                                               | 52 067                                                   | 8                                                        | Francia                                                  | 14 988                                                   |
| 4                                                        | Estados Unidos                                           | 46 270                                                   | 9                                                        | Chile                                                    | 9019                                                     |
| 5                                                        | China                                                    | 24 790                                                   | 10                                                       | España                                                   | 8033                                                     |

El avellano es cultivable en terrenos húmedos, permeables y profundos con exposiciones soleadas. La avellana se produce en cantidades comerciales en el norte de Turquía, el sur de Europa y el noroeste de los Estados Unidos. 
La avellana de Reus (Bajo Campo, España) tiene Denominación de Origen Protegida. También hay una gran producción de avellanas en el municipio de la misma comarca, La Selva del Campo, en la localidad castellonense de Benasal en ese mismo país, así como en el Principado de Asturias. En Chile hay unas 3000 hectáreas cultivadas.